# Урош Дувњак
Урош Дувњак (Београд, 19. новембар 1986) је српски кошаркаш. Игра на позицијама плејмејкера и бека.

## Успеси

### Репрезентативни
- Универзијада:  2007.